# Archaeornithoides
Archaeornithoides deinosauriscus
Genre
Espèce
Archaeornithoides est un genre fossile de dinosaures théropodes, découvert en 1965 en Mongolie à Bayn Dzak dans la formation de Djadokhta. Cette formation qui date de la fin du Crétacé supérieur serait plus précisément d’âge Campanien supérieur, c'est-à-dire il y a environ entre 80 et 72 Ma (millions d'années).
Une seule espèce est rattachée au genre Archaeornithoides deinosauriscus, décrite par Elzanowski et al., en 1992. 
- Son nom signifie « comme un ancien oiseau ».
- Époque : Crétacé supérieur
- Taille : 1 m de long (jeune)
- Répartition : Mongolie
- Régime alimentaire : carnivore

## Étymologie
Le nom Archaeornithoides  vient du grec ancien « ἀρχαῖος », « archaios », « ancien » ; « ὄρνις », « ornis », « oiseau » ; et « εἶδος », « eidos », « forme », signifiant ensemble « comme un ancien oiseau ». Le nom d'espèce deinosauriscus, petit dinosaure, pointe la petite taille de l'animal pour un dinosaure.

## Inventaire des fossiles retrouvés
- ZPAL MgD-II/29 : un crâne juvénile partiel de 30 mm de long, composé du maxillaire supérieur avec des dents, ainsi que quelques os du palais.

## Description
L'holotype d'Archaeornithoides était un très petit individu. Le fragment de tête tel que conservé ne mesure que vingt-sept millimètres de longueur, indiquant une longueur originale du crâne d'environ cinq centimètres. La longueur du corps était estimée entre cinquante et soixante centimètres  faisant du type Archaiornithoides l'un des plus petits dinosaures non aviens connus. La longueur des adultes est incertaine.
Le museau d'Archaeornithoides comporte une longue fenêtre antorbitaire, s'étendant sur les trois quarts de la longueur du maxillaire. Le maxillaire porte au moins huit dents. Celles-ci sont petites, coniques et lisses, dépourvues de rides, de dentelures ou de carènes. L'os palatin semble montrer la présence d'une fenêtre secondaire.

## Classification
Il est phylogénétiquement proche de l'oiseau. Le crâne incomplet d’Archaeornithoides présente des caractères présents chez les Spinosauroidea, les Tyrannosauroidea et les Troodontidae; d'ailleurs certains en font un Saurornithoides juvénile. Holtz et al., 2004, le classent dans le grand groupe des Coelurosauria.

## Publications
- (en) Elzanowski, A. and Wellnhofer, P. (1993). « Skull of Archaeornithoides deinosauriscus from the Upper Cretaceous of Mongolia ». American Journal of Science, vol. 293-A-A. p. 235-252.